# 李芷菱
李芷菱（Camilla Li），出生日期為1995年4月15日，擁有驕人35D上圍，是一位香港女性模特兒，是2018年度亞洲小姐競選香港賽區的「最上鏡小姐」得主。

## 經歷
李芷菱於2015年起開始參與宣傳演出工作，她曾於當年的香港電腦通訊節參加由展商舉辦的「星戰公主選舉」，亦曾參選2017年度的「中國小姐」而獲得「愛心公益大使獎」，而她在2018年度香港小姐競選中晉身第二輪面試，而被傳媒稱為「闊面胡蓓蔚」，但末有入圍決賽。
其後李芷菱參選2018年度亞洲小姐競選的香港賽區的選拔，並於9月晉身十強並獲得「人氣大獎」及「最上鏡小姐」獎項，她曾經表示自己自小就有當做演員的夢想，希望能夠透過不同的渠道以作實踐。
李芷菱於2019年出版了寫真集《camilla summer》，繼而在2021年出版作慈善用途的寫真集《camilla fancy》，並於疫情期間幫助了長者並派發福袋，熱心公益。同年亦創作了歌曲《小星星》，並在各大舞台上唱歌。2022年有報道稱她對鸚鵡訓練也有興趣和經驗。

## 參演廣告
| 年份   | 內容                   |
| 2015年 | 美肌奇緣：終生脫毛計劃 |

## 外部連結
- 李芷菱的Instagram帳戶
- Camilla卡蜜拉- 17 直播 （页面存档备份，存于）